# Tombe etrusche di via del Bargellino
Le tombe etrusche di via del Bargellino sono un complesso archeologico a Fiesole.

## Storia e descrizione
Si tratta delle uniche testimonianze conosciute della necropoli che cingeva l'antica Fiesole appena fuori le mura. Si tratta di due ambienti rettangolari a camera, risalenti al III-II secolo a.C. ed utilizzate fino alla tarda epoca imperiale e oltre, come hanno dimostrato alcuni ritrovamenti nei livelli più alti dello scavo. 

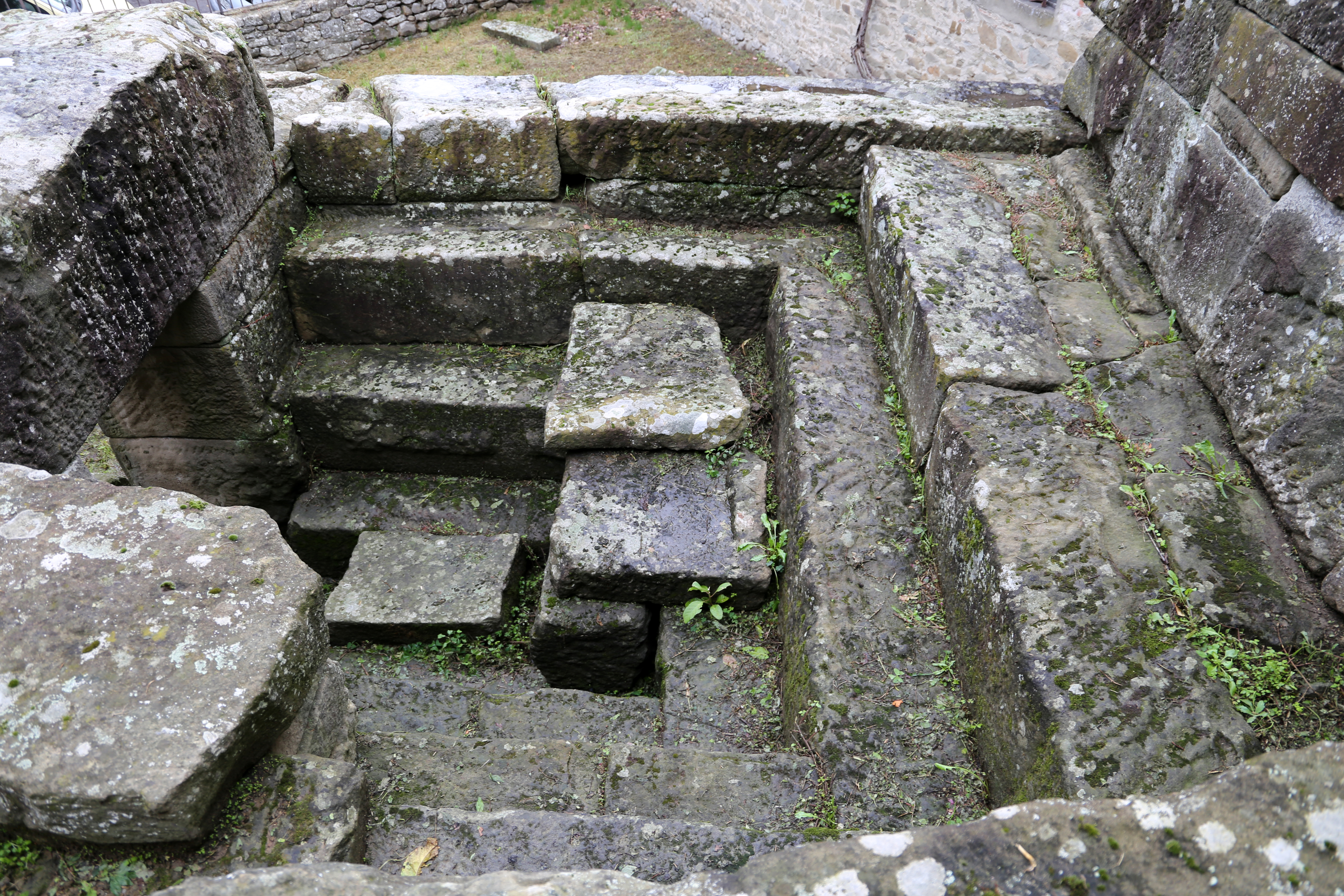
Interno della seconda tomba

Entrambe le tombe sono costruite con grandi blocchi squadrati di pietra calcarea. La prima, più piccola, è ricavata nel dislivello della roccia, mentre l'altra presenta un portale architravato di accesso, davanti al quale esiste ancora la grossa pietra di chiusura, e di un vano a gradoni, su cui venivano poggiate le urnette cinerarie e le offerte funerarie. I ritrovamenti legati allo scavo, databili fino al I secolo d.C., sono conservati nel Museo archeologico di Fiesole.